# Targionia lorbeeriana
Targionia lorbeeriana là một loài rêu trong họ Targioniaceae. Loài này được K. Müller mô tả khoa học đầu tiên năm 1940.